# Электротепловоз
Электротеплово́з или теплоэлектрово́з — локомотив, который может работать и в режиме электровоза (получая энергию от контактного провода), и в режиме тепловоза (когда источником энергии служит дизельный двигатель).

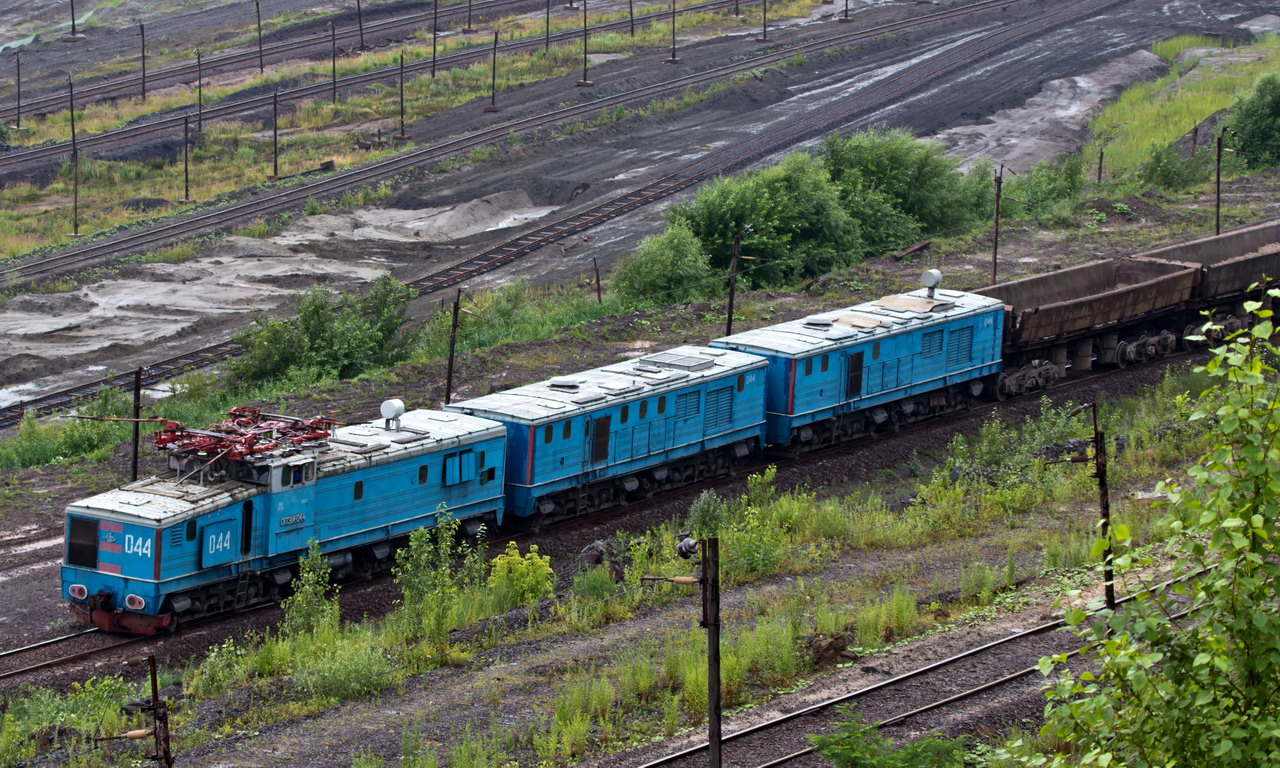
Тяговый агрегат ОПЭ1А. Слева — электровозная секция с кабиной машиниста, в центре — две тепловозные секции

В СССР применялись как на железных дорогах узкой колеи (ЭД-16, ЭД-18, ТЭУ-1), так и на железных дорогах широкой колеи при разработке карьеров (тяговые агрегаты ОПЭ1, ОПЭ1А, ОПЭ2, НП1, ПЭ2(М), EL20).
В настоящее время используются в ЮАР (серия Dual-Mode Locomotive Class 38), США (DM 30 AC для Long Island Rail Road LIRR, P32-AC-DM для Metro-North Railroad) и других странах.
Не следует путать такие локомотивы с тепловозами с электрической передачей, которые раньше могли называться «электродизельлокомотив», «дизель-электровоз», а также с электровозами.